# Quatuor Ysaÿe (1984)
Das Quatuor Ysaÿe, international auch Ysaÿe Quartet, war ein von 1984 bis 2014 bestehendes französisches Streichquartett. Es wurde von dem Bratschisten Miguel da Silva zu dessen Studienzeiten am Pariser Konservatorium gegründet und ist nach dem belgischen Violinisten, Quartettspieler und Komponisten Eugène Ysaÿe benannt. Eine Verwechslung mit dem musikgeschichtlich hoch wirksamen originalen Ysaÿe Quartet (1886) von Eugène Ysaÿe und Mathieu Crickboom ist eigentlich im jeweiligen Kontext ausgeschlossen.

## Geschichte
Seit seiner Gründung arbeitete das Quatuor Ysaÿe eng mit Walter Levin vom LaSalle Quartett und mit dem Kölner Amadeus-Quartett zusammen. 1988 gewann das Quatuor Ysaÿe als erstes französisches Streichquartett beim Concours international d’Evian.
Das Quartett trat regelmäßig in den großen amerikanischen, asiatischen und europäischen Konzertsälen auf. Es nahm an Festivals wie der Schubertiade in Schwarzenberg oder dem Schleswig-Holstein-Festival teil. Das Interesse des Ensembles an Aufführungen zeitgenössischer Musik war ein Katalysator für die Komposition neuer Werke von Komponisten wie André Boucourechliev, Pascal Dusapin und Thierry Escaich.
Die Diskographie des Quatuor Ysaÿe enthält Aufnahmen von Werken von Mozart, Mendelssohn, Debussy, Ravel und Fauré bei Labeln wie Harmonia Mundi, Philips und Decca.
2001 wurde das Quartett für die Aufnahme der gesamten Quartette von André Boucourechliev mit dem Grand Prix de l'Académie Charles Cros ausgezeichnet. Seit 1994 entwickelte das Quatuor Ysaÿe ein tiefgehendes Interesse an der Lehre und richtete am Conservatoire Supérieur de Paris eine Streichquartettklasse ein.

## Mitglieder
- Guillaume Sutre (Violine I) (gefolgt von Christophe Giovaninetti)
- Luc-Marie Aguera (Violine II) (gefolgt von Romano Tommasini)
- Miguel da Silva (Bratsche)
- Yovan Markovitch (Violoncello) (gefolgt von Carlos Dourthe, Michel Poulet, Marc Coppey, François Salque)